# Global Fight League
Global Fight League (GFL), ursprungligen tillkännagiven som World Fight League (WFL), är en kommande amerikansk mixed martial arts (MMA)-liga som planeras att lanseras i april 2025. Ligan grundades av Darren Owen och Arun Parimi och höll sitt första utkast den 24 januari 2025, där fighters tilldelades stadsbaserade lag. GFL:s fighter-centrerade affärsmodell förväntas inkludera sjuk- och skadeförsäkring, en strukturerad pensionsfond och en 50% händelsespecifik intäktsandel med fighters.